# Ostthüringisch
Ostthüringisch ist ein thüringisch-obersächsischer Dialekt, der in Thüringen um Eisenberg und Altenburg sowie außerhalb Thüringens um Naumburg, Weißenfels und Zeitz gesprochen wird. Das Dialektgebiet entspricht dem historischen Bistum Zeitz, der Grafschaft und dem späteren Amt Weißenfels, der Herrschaft Eisenberg und der Burggrafschaft Altenburg.

Verbreitungsgebiet der ostthüringischen Mundart in Thüringen

## Charakteristik
Dieser Dialekt verbindet die Elemente des Obersächsischen, z. B. die Verwendung von u statt o (Uchse für Ochse) sowie ein zu einem o-Laut verdumpftes a (Nose für Nase), mit dem im Thüringischen typischen n-Abfall. Die hellen Vokale werden hingegen gar nicht verschleppt. Auffällig ist eine Verweichung der Konsonanten, besonders die ungewöhnliche Umformung k→g und g→j vor Vokalen Gonnste jor nich. Dieses Phänomen setzt sich im benachbarten Nordostthüringischen und im Osterländischen fort, dort teilweise noch deutlicher ausgeprägt.

## Altenburger Mundart
Ein Kennzeichen des altenburgischen Bauerndialekts ist die Verwendung des ha für er. Das Sprechen in diesem Dialekt (das  Malchern, von Malcher „Bauer“) ist heute selten geworden. Ein bekannter Vertreter der Altenburger Mundart war Ernst Daube (1869–1956).
Als Malcher (von Melchior) und Marche (von Maria) werden im Altenburgischen auch die traditionell schwarzen Bauerntrachten für Bauer und Bäuerin bezeichnet.